# Kauslunde
Kauslunde – miasto w Danii, w regionie Dania Południowa, w gminie Middelfart.